# Świętno (województwo wielkopolskie)
Świętno (do 1945 r. niem. Schwenten) – wieś w Polsce położona administracyjnie w województwie wielkopolskim, w powiecie wolsztyńskim, gminie Wolsztyn. Geograficznie znajduje się na granicy mezoregionów Pojezierza Sławskiego (315.81) i Kotliny Kargowskiej (315.62).

## Ukształtowanie terenu i budowa geologiczna
Teren miejscowości geologicznie położony jest w obrębie Pradoliny Warciańsko-Odrzańskiej. Ukształtowanie rzeźby jest monotonne i przybiera formę równiny o wysokości około 60 m n.p.m. zbudowanej z piasków i żwirów pradolinnych, akumulowanych w czasie Zlodowacenia Wisły. Świętno otoczone jest kilkoma wałami wydm śródlądowych i pól piasków eolicznych, które porasta las. Wydmy te zaczęły formować się od końca plejstocenu (młodszy dryas) po starszy holocen (preboreał). Osiągają one maksymalnie do 28 m wysokości, ponad dno pradoliny i otaczający teren. Od północnego wschodu Świętno opływa Obrzański kanał środkowy, natomiast od południowego zachodu, południa i południowego wschodu Obrzański kanał południowy.

## Historia
Istnieją przekazy o tym, że miejscowość ma metrykę średniowieczną i została założona przez ród Widzimów, a pierwsza wzmianka o niej ma pochodzić z 1410 roku. Są one jednak niepotwierdzone źródłowo. W opisie jeziora Święte w Słownik historyczno-geograficzny województwa poznańskiego w średniowieczu znajdują się informacje o miejscowości Świętno gdzie autorzy zaznaczają, że nie znaleźli w materiałach źródłowych potwierdzenia o średniowiecznej metryce wsi. Nazwa w formie Święte pojawia się jedynie w odniesieniu do pobliskiego akwenu i notowana była w 1451 Swiete, Święthe w granicach powiatu kościańskiego Korony Królestwa Polskiego. Według tego słownika miejscowość powstała dopiero ok. 1670-1680
W okresie Rzeczypospolitej Obojga Narodów do XVIII wieku miejscowość należała do rodu Bielińskich z Kębłowa, a później była własnością hrabiów Nassau.
Po wymarciu mieszkańców w czasie zarazy została ponownie zasiedlona w latach 1670–1680 jako osada olęderska.
Po rozbiorach Polski znalazła się w zaborze pruskim. W czasie Wielkiego Księstwa Poznańskiego (1815-1848 r.) miejscowość wzmiankowana jako Świętno należała do wsi większych w ówczesnym powiecie babimojskim rejencji poznańskiej. Świętno należało do babimojskiego okręgu policyjnego tego powiatu i stanowiło część majątku Widzim, który należał do byłego króla Niderlandów. Według spisu urzędowego z 1837 roku Świętno liczyło 567 mieszkańców, którzy zamieszkiwali 84 dymy (domostwa). Wzmiankowane było również Świętno kolonia, gdzie 79 mieszkańców zajmowało 8 domostw.
W XIX-wiecznym Słowniku geograficznym Królestwa Polskiego miejscowość wymieniona jest jako wieś leżąca w powiecie babimojskim. Dzieliła się na część wiejską i dworską. Według słownika pod koniec XIX wieku wieś liczyła 108 domów, w których mieszkało 702 mieszkańców z czego 65. wyznania katolickiego, a 637. protestantów. Wieś liczyła 837 hektarów powierzchni w tym 612 użytków rolnych, 51 łąk oraz 81 lasu. W skład okręgu dworskiego Mochy wchodziły folwark i drobne osady: dwie leśniczówki, nadleśnictwo, piła. Znajdowało się w nim 15 domostw z 95 mieszkańcami.

### Republika Świętnieńska
Od 5 stycznia do 10 sierpnia 1919 r. we wsi istniała Republika Świętnieńska, uznawana przez społeczność międzynarodową.
Na początku XX wieku wieś, znajdująca się na terenie historycznej Wielkopolski, była zamieszkana niemal w całości przez ludność niemiecką. W 1905 r. spośród jej 624 mieszkańców 97,0% zadeklarowało jako język ojczysty niemiecki, zaś 2,9% – polski. 90,7% mieszkańców było protestantami, 9,3% katolikami.
W warunkach rewolucji robotniczej w Berlinie i narastającego, polsko-niemieckiego konfliktu narodowościowego w Wielkopolsce, 1 grudnia 1918 r. miejscowy duchowny ewangelicki, Emil Gustav Hegemann, zwołał zebranie mieszkańców wsi, które wyłoniło miejscową radę zarządzającą. Hegemann chciał zapobiec zarówno przejęciu kontroli nad Świętnem przez Polaków, jak i oddania wsi powstającym w Niemczech, komunistycznym radom robotniczym i żołnierskim. Kiedy na początku stycznia 1919 r. powstańcy wielkopolscy zajęli okolice Wolsztyna, Hegemann udał się do Głogowa, aby stamtąd otrzymać posiłki wojskowe mogące stawić opór powstańcom. Dowódca twierdzy i garnizonu głogowskiego oświadczył mu jednak: „Nie mam ani jednego żołnierza, ani żadnej władzy. O wszystkim decyduje rada robotnicza i żołnierska”. Skierował Hegemanna do głogowskiej rady miejskiej, ale tam także nie uzyskał on żadnego wsparcia, usłyszał jedynie pouczenie o prawie do samostanowienia i o tym, że – po zakończonej wojnie – mieszkańcy powinni żyć bez nadzoru wojskowych.
W tej sytuacji Hegemann powrócił do Świętna i – posługując się popularną wówczas koncepcją „prawa do stanowienia narodów o swoim losie” – doprowadził do proklamowania przez lokalną radę Republiki Świętnieńskiej (Freistaat Schwenten). Było to prawdopodobnie najmniejsze międzynarodowo uznane państwo świata. Miało swój własny parlament i siły zbrojne (120 zdolnych do walki ludzi, dobrze wyposażonych w broń pozostałą po wojnie światowej); przez 218 dni swojego istnienia Republika uprawiała ożywiony „handel międzynarodowy” zarówno z Polską, jak i z Niemcami, przy czym wizy wjazdowe wydawało miejscowe biuro parafialne. Zniesiono obowiązkowe dostawy i inne świadczenia wojenne. Formalnie Republika pozostawała państwem neutralnym, choć z powodów etnicznych przeważały w niej sympatie i wpływy niemieckie. Zarówno Niemcy, jak i Polacy zainteresowani byli inkorporacją jej w swoje granice, w tym działający w pobliskim rejonie dowódca wielkopolskich powstańczych oddziałów bobrzańskich, Nawrocki. 10 sierpnia 1919 r., z obawy przed wkroczeniem do wsi powstańców, miejscowy parlament zdecydował o zakończeniu samodzielnego bytu Republiki Świętnieńskiej i włączeniu jej w granice państwa niemieckiego. Natychmiast po tej decyzji Niemcy ustanowili w Świętnie silne posterunku Grenzschutzu.
Władze Republiki Świętnieńskiej:
- Prezydent i Minister spraw zagranicznych: pastor Emil Gustav Hegemann[14]
- Minister spraw wewnętrznych: sołtys Heinrich Drescher[14]
- Minister wojny: leśniczy Karl Teske[14]

W 1945 r. wieś została włączona do Polski. Jej dotychczasowych niemieckich mieszkańców wysiedlono do Niemiec.
W latach 1975–1998 miejscowość administracyjnie należała do województwa zielonogórskiego.

## Atrakcje turystyczne
W 2016 roku oddano do użytku ogólnodostępną wieżę widokową, zlokalizowaną na Kaplicznej Górze nieopodal Świętna. Jej budowę rozpoczęto w 2015 roku dzięki środkom Funduszu Ochrony Środowiska i Gospodarki Wodnej w Poznaniu (250 tys. zł.) oraz Sejmiku Województwa Wielkopolskiego (46,6 tys. zł.). Dzięki dotacji Funduszu Ochrony Środowiska i Gospodarki Wodnej w Poznaniu na konstrukcji zamontowano kamerę obrotową, zasilaną ogniwami fotowoltaicznymi, koszt przedsięwzięcia wyniósł 30 tys. zł. Obraz z kamery można oglądać on-line poprzez stronę Urzędu Miejskiego w Wolsztynie. Konstrukcja wieży wsparta jest na trzech drewnianych słupach, drewniane są również klatka schodowa, dach i poręcze. Całość konstrukcji mierzy 30 m wysokości. Na potrzeby obiektu Nadleśnictwo Sława wykonało parking dla aut oraz ścieżkę edukacyjną prowadzącą do wieży widokowej. Przy sprzyjających warunkach z tarasu widokowego dojrzeć można między innymi: Elektrownię Wiatrową w Nowym Tomyślu, elektrownię wiatrową „Mycielin”, rejon Głogowa oraz najwyższe pasmo Sudetów – Karkonosze.

## Zabytki
Przy głównym skrzyżowaniu znajduje się szachulcowy kościół poewangelicki z 2 poł. XIX w., z fasadą i wieżą z żółtej cegły dobudowanymi w 1893 r. Obok (ul. Mickiewicza 3) dawna pastorówka z ok. 1920 r., na lewo od kościoła wznosi się okazały budynek z 2 poł. XIX w.